# Irina Biespałowa
Irina Nikołajewna Biespałowa, ros. Ирина Николаевна Беспалова (ur. 31 maja 1981 w Archangielsku) – rosyjska pływaczka, specjalizująca się głównie w stylu motylkowym.
Wicemistrzyni Europy na krótkim basenie ze Szczecina w sztafecie 4 x 50 m stylem zmiennym. 4-krotna medalistka Uniwersjady.
Uczestniczka igrzysk olimpijskich z Pekinu (22. miejsce na 100 m stylem motylkowym) oraz z Londynu na tym samym dystansie (19. miejsce) i w sztafecie 4 x 100 m stylem dowolnym (4. miejsce).